# Istituto di radioastronomia di Bologna
L'Istituto di radioastronomia di Bologna è uno degli istituti già parte del Consiglio nazionale delle ricerche oggi parte dell'Istituto nazionale di astrofisica.
Vi lavorano diversi ricercatori formatisi nei campi dell'astronomia, della fisica, dell'ingegneria e dell'informatica.
L'Istituto gestisce 3 strumenti: due antenne paraboliche realizzate dal CNR ed il radiotelescopio "Croce del Nord" costruito dall'Università di Bologna e inaugurato nel 1964.
L'Istituto gestisce:
- la stazione radioastronomica di Medicina in Emilia-Romagna
- La stazione radioastronomica di Noto (SR) in Sicilia
- Il nuovo radiotelescopio Sardinia Radio Telescope (SRT) in Sardegna